# 십자들로
십자들로(Seokbul-ro)는 전북특별자치도 군산시 성산면 에서 군산시 나포면를 잇는 도로이다.

## 주요 경유지
전북특별자치도
- 군산시 (성산면 . 나포면)

## 노선
| 이름       | 접속 노선                   | 소재지 | 소재지 | 비고 |
| ---------- | --------------------------- | ------ | ------ | ---- |
| (이름없음) | 국도 제27호선 (구암로)      | 군산시 | 성산면 |      |
| 서왕삼거리 | 서포로                      | 군산시 | 나포면 |      |
| 신성삼거리 | 왕골로                      | 군산시 | 나포면 |      |
| (이름없음) | 지방도 제744호선 (망해산로) | 군산시 | 나포면 |      |
| (이름없음) | 철새로                      | 군산시 | 나포면 |      |